# Скереда Жакена
{{#ifeq:0|0|{{#if:Crepis jacquinii|{{#if:|[[]}}|[[]]}}}}
Скереда Жакена (Crepis jacquinii) — вид рослин із родини айстрових (Asteraceae).

## Етимологія
Видовим епітетом вшановано австрійського ботаніка і лікаря Н. Й. фон Жакена.

## Біоморфологічна характеристика
Це багаторічна трав'яна рослина 5–30 см заввишки з коротким чорним кореневищем. Стебло прямовисне, у верхній частині розгалужене. Листки чергові від зворотно-ланцетних до лінійних, голі чи зверху розсіяно запушені. Прикореневі листки зібрані в розетки, цілокраї або зубчасто-городчасті, звужуються в ніжку; верхні — пірчасто-роздільні й пірчасто-розсічені, з лінійно-ланцетними долями. Кошики ≈ 2 см у діаметрі. Обгортка дворядна чорно-зелена волосиста. Квітки язичкові, золотисто-жовті. Сім'янка світло-коричнева, 4–5 мм завдовжки, з брудно-білим чубком ≈ такої ж довжини. Цвіте у червні–серпні. Плодоносить у серпні–вересні. Розмножується насінням і вегетативно.

## Середовище проживання
Зростає у Європі: Німеччина, Швейцарія, Австрія, Італія, Словенія, Хорватія, Боснія та Герцеговина, Албанія, Польща, Словаччина, Румунія, Україна.
Зростає на вапнякових кам'янистих схилах, кам'янистих схилах, скельних стінах і ущелинах в горах до субальпійського рівня.
В Україні вид росте у Чивчинських горах, у Чернівецькій обл..